# Lampides vyneri
Lampides vyneri är en fjärilsart som beskrevs av Dudley Moulton 1912. Lampides vyneri ingår i släktet Lampides och familjen juvelvingar. Inga underarter finns listade i Catalogue of Life.